# Хорхе Отеро
Хорхе Отеро (ісп. Jorge Otero, нар. 28 січня 1969, Понтеведра) — іспанський футболіст, що грав на позиції захисника.
Виступав, зокрема, за клуб «Сельта Віго», а також національну збірну Іспанії.

## Клубна кар'єра
Народився 28 січня 1969 року в місті Понтеведра. Вихованець футбольної школи клубу «Сельта Віго».
У дорослому футболі дебютував 1986 року виступами за команду «Сельта Б», в якій провів один сезон.
Своєю грою за цю команду привернув увагу представників тренерського штабу головної команди клубу «Сельта Віго», до складу якого приєднався 1987 року. Відіграв за клуб з Віго наступні сім сезонів своєї ігрової кар'єри. Більшість часу, проведеного у складі «Сельти», був основним гравцем захисту команди.
Згодом з 1994 по 2003 рік грав у складі команд клубів «Валенсія», «Реал Бетіс» та «Атлетіко».
Завершив професійну ігрову кар'єру у клубі «Ельче», за команду якого виступав протягом 2003—2005 років.

## Виступи за збірну
У 1993 році дебютував в офіційних матчах у складі національної збірної Іспанії. Протягом кар'єри у національній команді, яка тривала 4 роки, провів у формі головної команди країни 9 матчів.
У складі збірної був учасником чемпіонату світу 1994 року у США, чемпіонату Європи 1996 року в Англії.